# 2174 Asmodeus
2174 Asmodeus eller 1975 TA är en asteroid i huvudbältet som upptäcktes den 8 oktober 1975 av de båda amerikanska astronomerna Schelte J. Bus och John Huchra vid Siding Spring-observatoriet. Den är uppkallad efter Asmodeus i den persiska mytologin.
Asteroiden har en diameter på ungefär 5 kilometer.